# 21854 Brendandwyer
21854 Brendandwyer este un asteroid din centura principală de asteroizi.

## Descriere
21854 Brendandwyer este un asteroid din centura principală de asteroizi. A fost descoperit pe 7 octombrie 1999 la Socorro, New Mexico, în cadrul proiectului LINEAR. Asteroidul prezintă o orbită caracterizată de o semiaxă mare de 2,62 ua, o excentricitate de 0,13 și o înclinație de 4,6° în raport cu ecliptica.